# Нижняя Кутузовка
Нижняя Куту́зовка (укр. Нижня Кутузовка, крымскотат. Aşağı Şuma, Ашагъы Шума) — село на Южном берегу Крыма. Входит в Городской округ Алушта Республики Крым России (согласно административно-территориальному делению Украины — в составе Изобильненского сельсовета Алуштинского горсовета Автономной Республики Крым).

## Население
| 2001 | 2014 |
| ---- | ---- |
| 843  | ↗976 |

Всеукраинская перепись 2001 года показала следующее распределение по носителям языка:
| Язык             | Число жит. | Процент |
| ---------------- | ---------- | ------- |
| русский          | 717        | 85,05   |
| украинский       | 81         | 9,61    |
| крымскотатарский | 36         | 4,27    |
| белорусский      | 2          | 0,24    |
| армянский        | 1          | 0,12    |
| гский            | 1          | 0,12    |

### Динамика численности
- 1989 год — 887 чел.[11]
- 2001 год — 843 чел.
- 2009 год — 878 чел.[12]
- 2014 год — 976 чел.[13]

## Современное состояние
На 2018 год в Нижней Кутузовке числится 13 улиц и 2 переулка; на 2009 год, по данным сельсовета, село занимало площадь 220 гектаров на которой, в 320 дворах, проживало 878 человек. В селе действуют детский сад № 19 «Солнышко», сельская библиотека, фельдшерско-акушерский пункт. Нижняя Кутузовка связана троллейбусным и автобусным сообщением с Алуштой, Ялтой, Симферополем и соседними населёнными пунктами.

## География
Нижняя Кутузовка расположена на Южном берегу Крыма, на южных отрогах горы Чатыр-Даг, на правой стороне долины реки Демерджи, высота центра села над уровнем моря 172 м. Село находится на расстоянии около 3 километров (по шоссе) на северо-запад от Алушты, ближайшая железнодорожная станция — Симферополь-Пассажирский — примерно в 46 километрах, соседние населённые пункты — Изобильное в 3 км западнее и примыкающая с севера Верхняя Кутузовка. Транспортное сообщение осуществляется по региональным автодорогам 35А-002 Симферополь — Ялта и 35Н-035 Нижняя Кутузовка — Верхняя Кутузовка (по украинской классификации — М-18 и С-0-0109).

## История
Время образования села, по доступным источникам, пока не установлено: на километровой карте Генштаба Красной армии 1941 года его ещё нет, как и на более актуальной двухкилометровке 1942 года. В указе Президиума Верховного Совета РСФСР от 21 августа 1945 года о переименованиях фигурирует просто Кутузовка, а в «Справочнике административно-территориального деления Крымской области на 15 июня 1960 года» Нижняя Кутузовка уже записана. 1 января 1965 года, указом Президиума ВС УССР «О внесении изменений в административное районирование УССР — по Крымской области», Алуштинский район был преобразован в Алуштинский горсовет и Изобильное включили в его состав. По данным переписи 1989 года в селе проживало 887 человек. С 12 февраля 1991 года село в восстановленной Крымской АССР, 26 февраля 1992 года переименованной в Автономную Республику Крым. С 21 марта 2014 года в составе Крыма аннексирована Россией, с 5 июня 2014 года в Городском округе Алушта.